# Oleg Golovanov
Pour les articles homonymes, voir Golovanov.
Oleg Golovanov (en russe : Олег Серге́евич Голованов, Oleg Sergueïevitch Golovanov), né le 17 décembre 1934 à Léningrad et mort le 24 mai 2019, est un rameur d'aviron russe ayant concouru pour l'Union soviétique.

## Biographie
Aux Jeux olympiques de 1960, Oleg Golovanov devient champion olympique en deux sans barreur aux côtés de Valentin Boreïko.

### Palmarès

#### Aviron aux Jeux olympiques
- 1960 à Rome,  Italie
  -  Médaille d'or en deux sans barreur

#### Championnats du monde d'aviron
- 1962 à Lucerne,  Suisse
  -  Médaille d'argent en deux sans barreur

#### Championnats d'Europe d'aviron
- 1959 à Mâcon,  France
  -  Médaille d'argent en deux sans barreur